# Kirill Novikov
Kirill Aleksandrovič Novikov (in russo Кирилл Александрович Новиков?; Mosca, 14 gennaio 1981) è un allenatore di calcio ed ex calciatore russo, di ruolo difensore.

## Biografia
È il figlio di Aleksandr Novikov, a sua volta calciatore.